# علی مرندی
علی مرندی سیاست‌مدار ایرانی بود، که در  دوره بیست و دوم  و  دوره بیست و سوم  به‌عنوان نماینده مرند در مجلس شورای ملی حضور داشت.